# 豊橋市立東陽中学校
豊橋市立東陽中学校（とよはししりつとうようちゅうがっこう）は愛知県豊橋市岩崎町にある市内21校目にできた公立中学校。

## 概要
豊橋市内で21番目に開校した中学校で静岡県境に近い。学校周辺は自然豊かで、愛知県指定天然記念物の葦毛湿原が近くにある。生徒数は約500名、クラス数は特別支援学級を合わせて18クラスである。4階建校舎の屋上にプールがあり、この地域では珍しい構造になっている。

## 沿革
- 1988年（昭和63年）4月 - 豊橋市立東陽中学校創立 。

## 部活動
- 野球部
- サッカー部
- 陸上部
- テニス部
- バレーボール部
- バスケットボール部
- 水泳部

- 卓球部   (男子のみ)
- 剣道部
- 駅伝部（大会時のみ）
- 美術部
- 芸能部
- 茶道部

## 学校周辺
- 葦毛湿原 - 愛知県指定天然記念物、「東海のミニ尾瀬」と呼ばれる。
- 利兵池

## 所在地
- 〒440-0022　愛知県豊橋市岩崎町字野田1番地2

## アクセス
- 豊橋鉄道市内線
  - 赤岩口停留場下車、徒歩約15分
- 豊鉄バス飯村岩崎線
  - 駒止バス停下車、徒歩約8分